# Sergej Vadimovič Stepašin
Sergej Vadimovič Stepašin (rusko Серге́й Вади́мович Степа́шин), ruski politik, obveščevalec in general, * 2. marec 1952, Lüshunkou, Ljudska republika Kitajska.
Stepašin je bil: direktor Zvezne varnostne službe Ruske federacije (1994-1995), minister za pravosodje Ruske federacije (1997-1998), minister za notranje zadeve Ruske federacije (1998-1999) in predsednik Vlade Ruske federacije (1999).